# Hot Ones
Hot Ones és un programa d'entrevistes nord-americà emès per YouTube, creat per Chris Schonberger i presentat per Sean Evans. La seva premissa consisteix en Evans entrevistant a persones famoses mentres aquestes es mengen un plat d'aletes de pollastre amb salses progressivament més picants.
A abril de 2024, el programa ha emès vint-i-tres temporades (amb tres temporades per any natural des del 2018). La majoria de temporades consisteixen en entre 10 i 16 episodis. Cada temporada presenta una línia diferent de salses picants, tot i que algunes salses es mantenen d'un any per l'altre.
L'espectacle ha estat nominat a diversos premis, guanyant dos premis Streamy, i estant nominat 
l'any 2022 al premi Daytime Emmy pel millor programa d'entrevistes d'entreteniment. El programa 
ha destacat per les seves preguntes profundes, el 2021 Hollywood Insider el va anomenar "l'entrevista de celebritats més interessant del moment".

## Format
Cada episodi consisteix en Evans i el famós convidat menjant deu aletes de pollastre (o una alternativa vegetariana o vegana segons les preferències del convidat), les quals han estat preparades amb una salsa picant progressivament més picant d'una aleta a la següent.
La primera salsa és relativament suau com la sriracha, que té al voltant de 2.200 unitats Scoville. La salsa final (a partir de la temporada 4), The Last Dab, té una puntuació Scoville de més de 2.000.000+. Segons la "tradició", s'anima als convidats a posar una minúscula quantitat addicional d'aquesta salsa a l'aleta final.
Després de cada ala, Evans els fa una pregunta als seus convidats. A mesura que les ales es tornen més i més picants, les preguntes sovint es tornen més complexes i personals (necessitant explicacions addicionals). Els convidats solen rebre gots d'aigua i llet, contrarestar l'efecte de les salses picants. Els convidats que no s'acaben totes les deu ales s'afegeixen a un "Saló de la Vergonya" del programa.

## Desenvolupament
L'espectacle va ser creat per, Christopher Schonberger, que cita el programa d'entrevistes Popworld d'Alexa Chung com a inspiració. El programa és presentat per Sean Evans.
El 26 de setembre de 2017, First We Feast va presentar un episodi de Sean in the Wild, amb salses de Hot Ones, protagonitzat per Sean Evans i Michael Stevens del canal de Youtube Vsauce.